# Bataille de Kareto (2019)
Pour les articles homonymes, voir Bataille de Kareto.
Insurrection de Boko Haram
Batailles
La bataille de Kareto a lieu le 13 juin 2019 pendant l'insurrection de Boko Haram.

## Déroulement
Le 13 juin 2019, à 4 heures du matin, les djihadistes de l'État islamique en Afrique de l'Ouest lancent une attaque contre la base militaire du village de Kareto, à 335 kilomètres au nord de Maiduguri,. Les soldats du 153e bataillon qui en assurent la défense tentent de résister, mais ils ne peuvent appeler des renforts, leur matériel de communication ayant été endommagé précédemment par un orage. Ils finissent par prendre la fuite en direction de Damasak (en). La base est ensuite saccagée par les djihadistes et les armes et véhicules sont pillés.

## Pertes
Le 14 juin, un officier de l'armée nigérienne déclare anonymement à l'AFP que plusieurs soldats ont été tués lors de l'attaque. Il indique également que « le commandant de la base, un lieutenant-colonel, fait partie des victimes ».
L'État islamique en Afrique de l'Ouest revendique par la suite l'attaque et affirme avoir tué 20 militaires nigérians.